# La Bonne Réputation
La Bonne Réputation (Der gute Ruf) est un film muet allemand réalisé par Pierre Marodon, sorti en 1926, adaptation d'un livre d'Hermann Sudermann.

## Synopsis
Inconnu.

## Fiche technique
- Titre : La Bonne Réputation
- Titre alternatif : Les Mensonges[1]
- Titre original : Der gute Ruf
- Réalisation : Pierre Marodon
- Scénario : Walter Wassermann d'après un livre d'Hermann Sudermann
- Cinématographie : Willy Goldberger
- Direction artistique : Willi Herrmann
- Producteur : Paul Goergens
- Sociétés de production : Hermes Film, UFA
- Distribution : UFA
- Pays d'origine : Allemagne  République de Weimar
- Format : Noir et blanc - 1,33:1 - muet
- Dates de sortie : 21 octobre 1926

## Distribution
- Lotte Neumann
- Hans Mierendorff
- Germaine Rouer
- Henri Baudin
- Olga Engl
- Olga Limburg
- Jakob Tiedtke
- Eduard von Winterstein
- Léon Bary
- Régine Bouet
- Rudolf Lettinger
- Traute Tinius
- Alfred Haase
- Georg H. Schnell
- Sascha Bragowa
- Sophie Pagay
- Wilhelm Chandron
- Robert Leffler
- Gustav Adolf Semler
- Maria Forescu